# Chen Jing
Pour les articles homonymes, voir Chen.
Dans ce nom taïwanais, le nom de famille, Chen, précède le nom personnel Jing.
Chen Jing, née le 20 septembre 1968 à Wuhan dans la province du Hubei, est une joueuse chinoise puis taïwanaise de tennis de table. Avec la Chine, elle a remporté deux médailles olympiques en 1988 à Séoul, l'or en simple aux dépens de sa compatriote Li Huifen et l'argent en double avec Jiao Zhimin. En 1989, elle est médaillée de bronze en simple aux Championnats du monde à Dortmund et y obtient trois autres podiums dont le titre par équipes.
Elle concourt ensuite pour Taïwan, ramenant deux médailles olympiques pour son nouveau pays, l'argent en 1996 après une défaite en finale contre la tenante du titre Deng Yaping et le bronze en 2000. Elle est également vice-championne du monde en 1993.

## Palmarès
- Jeux olympiques d'été de 1988 à Séoul
  -  Tennis de table (Simple dames)
  -  Tennis de table (Double dames) avec Jiao Zhimin

- Jeux olympiques d'été de 1996 à Atlanta
  -  Tennis de table (Simple dames)

- Jeux olympiques d'été de 2000 à Sydney
  -  Tennis de table (Simple dames)